# Voile aux Jeux olympiques d'été de 1960
Navigation
Melbourne 1956 Tokyo 1964
Cinq épreuves de voile furent disputées aux Jeux olympiques d'été de 1960 dans la baie de Naples en Italie du 29 août au 7 septembre 1960.

## Voiliers olympiques

Finn - Flying Dutchman - Star - Dragon - 5.5 mJI jauge de 1949 issue de la Jauge internationale

## Tableau des médailles
| Rang | Pays                       | Médaille d'or | Médaille d'argent | Médaille de bronze | Total |
| 1    | Danemark                   | 1             | 2                 | 0                  | 3     |
| 2    | Union soviétique           | 1             | 1                 | 0                  | 2     |
| 3    | États-Unis                 | 1             | 0                 | 1                  | 2     |
| 4    | Grèce                      | 1             | 0                 | 0                  | 1     |
| 4    | Norvège                    | 1             | 0                 | 0                  | 1     |
| 6    | Argentine                  | 0             | 1                 | 0                  | 1     |
| 6    | Portugal                   | 0             | 1                 | 0                  | 1     |
| 8    | Belgique                   | 0             | 0                 | 1                  | 1     |
| 8    | Équipe unifiée d'Allemagne | 0             | 0                 | 1                  | 1     |
| 8    | Italie                     | 0             | 0                 | 1                  | 1     |
| 8    | Suisse                     | 0             | 0                 | 1                  | 1     |

## Résultats
| Épreuve         | Or                                                                    | Argent                                                          | Bronze                                                               |
| 5,5 mètres JI   | États-Unis Minotaur George O'Day James Hunt David Smith               | Danemark Web II William Berntsen Søren Hancke Steen Christensen | Suisse Ballerina IV Henri Copponex Manfred Metzger Pierre Girard     |
| Dragon (en)     | Grèce Nirefs Constantin de Grèce Odysseus Eskitzoglou Geórgios Zaïmis | Argentine Tango Jorge Salas Héctor Calegaris Jorge del Río      | Italie Venilia Antonio Cosentino Antonio Ciciliano Giulio De Stefano |
| Flying Dutchman | Norvège Sirene Peder Lunde, jr. Bjørn Bergvall                        | Danemark Skum Hans Fogh Ole Erik Petersen                       | Équipe unifiée d'Allemagne Macky VI Rolf Mulka Ingo von Bredow       |
| Finn            | Danemark 167 Paul Bert Elvstrøm                                       | Union soviétique 163 Aleksander Tšutšelov                       | Belgique 145 André Nelis                                             |
| Star            | Union soviétique Tornado Timir Pinegin Fyodor Shutkov                 | Portugal Ma Lindo Mário Quina José Manuel Quina                 | États-Unis Shrew II William Parks Robert Halperin                    |